# Dave Strasser
É um lutador americano que já participou de diversos eventos e já venceu nomes como Rothwell e que já lutou contra Georges St. Pierre no TKO 19: Rage.

## Cartel no MMA
|         |     |                    |                         |                    |            |   |      |                      |                |  |
| Derrota | 1-1 | Georges St. Pierre | Finalização (Kimura)    | TKO 19: Rage       | 29/01/2005 | 1 | 4:09 | Montreal, Quebec     |                |  |
| Vitória | 1–0 | Toby Imada         | Nocaute Técnico (Socos) | Grounds Neutral 13 | 25/01/2002 | 1 | 4:59 | Lakeside, Califórnia | Estreia no MMA |  |